# Liste der Gemeinden in der Provinz Guadalajara
Die spanische Provinz Guadalajara hat 288 Gemeinden (Stand 1. Januar 2019).

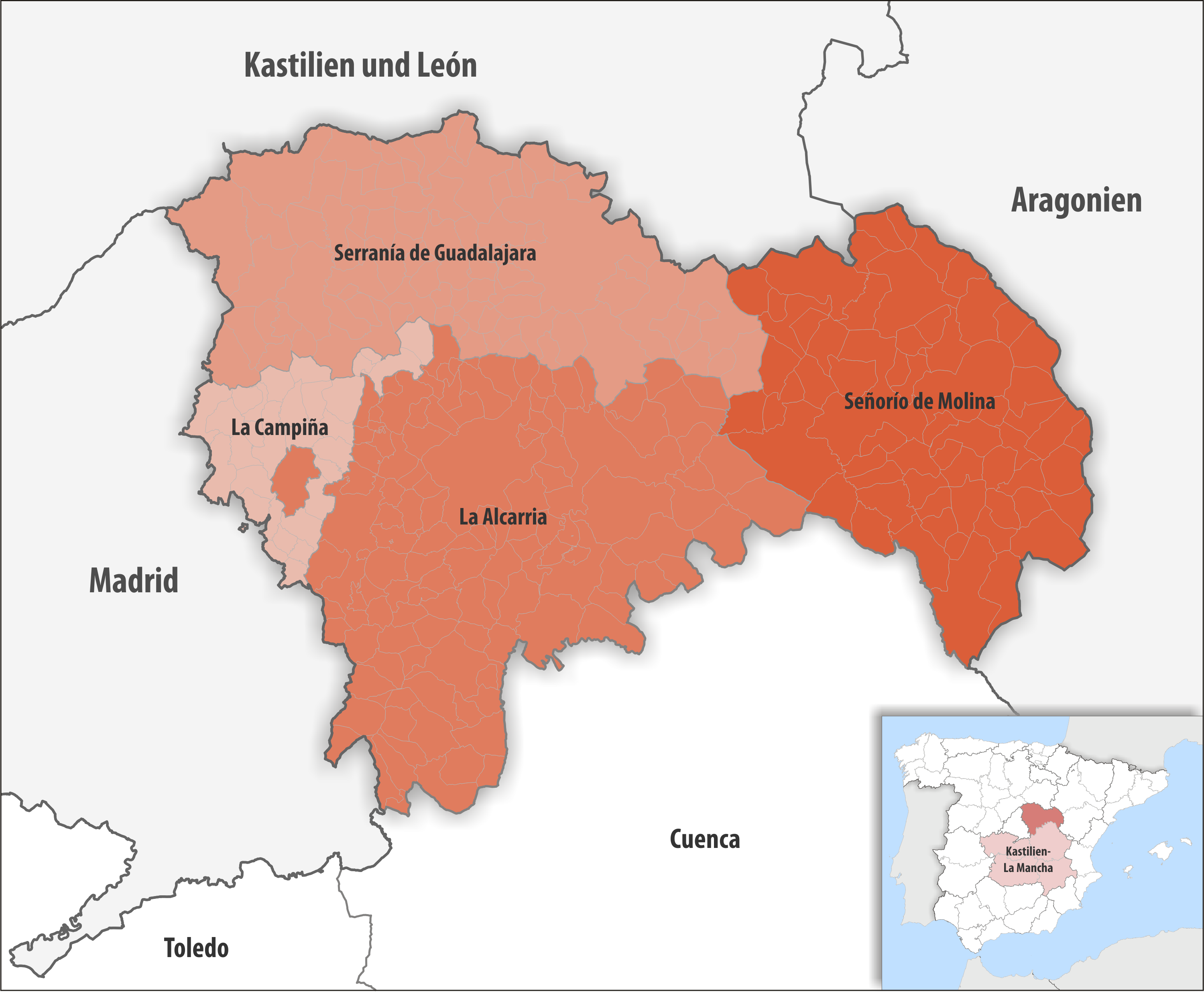
Comarcas in der Provinz Guadalajara

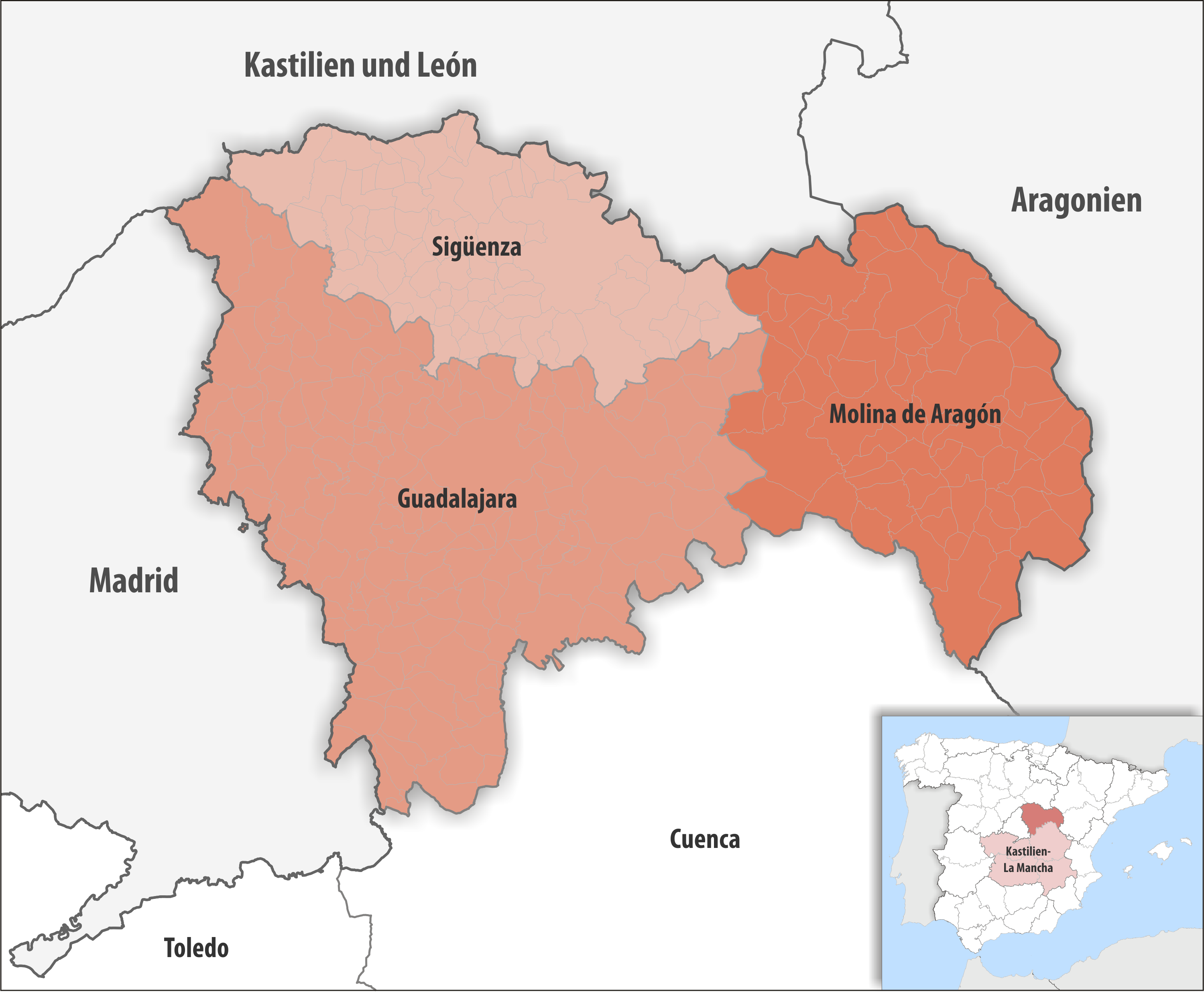
Gerichtsbezirke in der Provinz Guadalajara

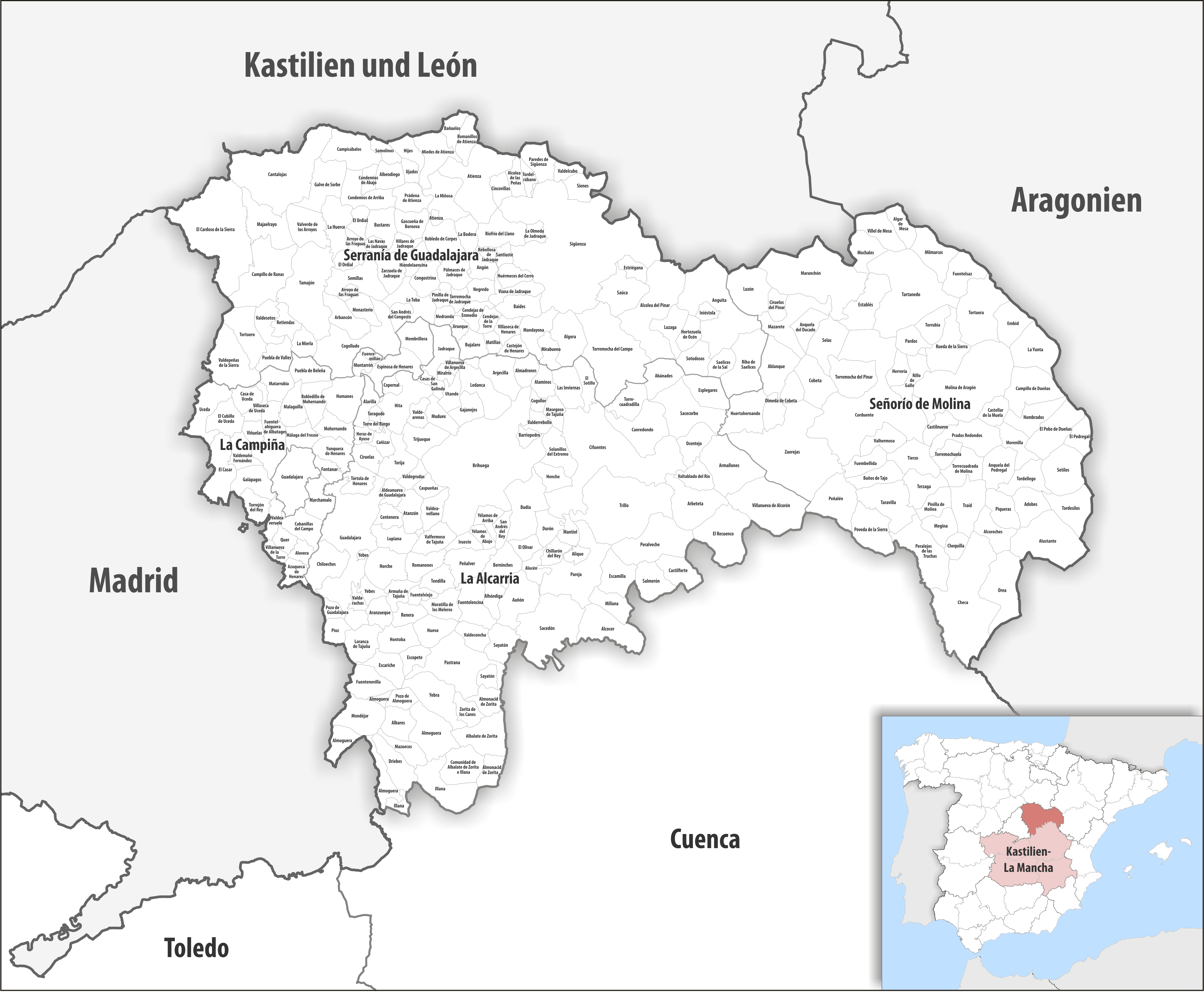
Gemeinden und Comarcas in der Provinz Guadalajara

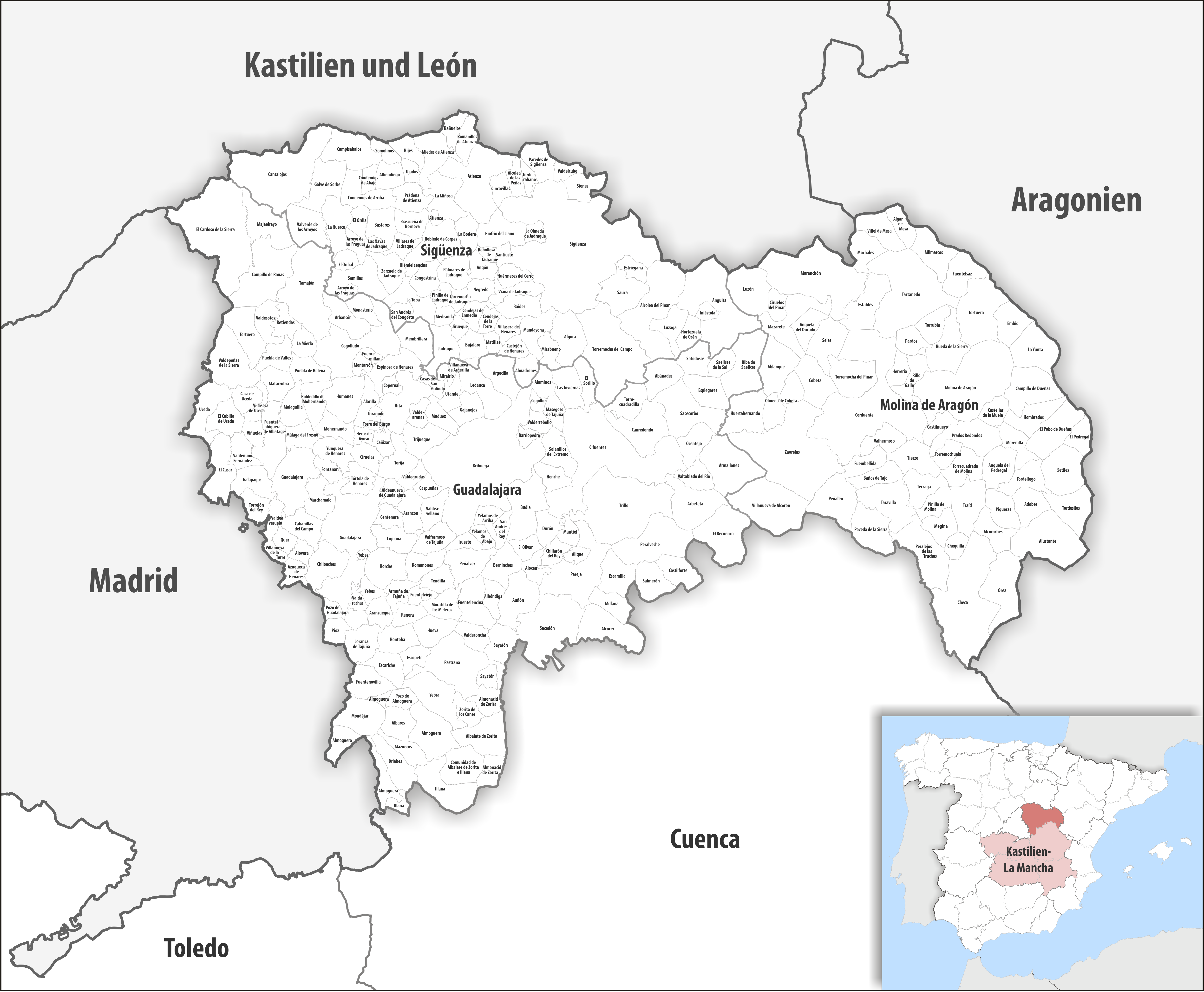
Gemeinden und Gerichtsbezirke in der Provinz Guadalajara

| Wappen | Gemeinden                    | Einwohner (2024) | Fläche km² | Dichte Einw./km² | Cod INE | Comarca                 | Gerichtsbezirk   |
| ------ | ---------------------------- | ---------------- | ---------- | ---------------- | ------- | ----------------------- | ---------------- |
|        | Abánades                     | 60               | 36,08      | 2                | 19001   | La Alcarria             | Guadalajara      |
|        | Ablanque                     | 73               | 51,40      | 1                | 19002   | Señorío de Molina       | Molina de Aragón |
|        | Adobes                       | 28               | 32,66      | 1                | 19003   | Señorío de Molina       | Molina de Aragón |
|        | Alaminos                     | 56               | 19,50      | 3                | 19004   | La Alcarria             | Guadalajara      |
|        | Alarilla                     | 137              | 22,14      | 6                | 19005   | La Alcarria             | Guadalajara      |
|        | Albalate de Zorita           | 1.146            | 53,32      | 21               | 19006   | La Alcarria             | Guadalajara      |
|        | Albares                      | 608              | 29,44      | 21               | 19007   | La Alcarria             | Guadalajara      |
|        | Albendiego                   | 44               | 22,91      | 2                | 19008   | Serranía de Guadalajara | Sigüenza         |
|        | Alcocer                      | 315              | 61,19      | 5                | 19009   | La Alcarria             | Guadalajara      |
|        | Alcolea de las Peñas         | 14               | 16,66      | 1                | 19010   | Serranía de Guadalajara | Sigüenza         |
|        | Alcolea del Pinar            | 336              | 113,35     | 3                | 19011   | Serranía de Guadalajara | Sigüenza         |
|        | Alcoroches                   | 127              | 32,25      | 4                | 19013   | Señorío de Molina       | Molina de Aragón |
|        | Aldeanueva de Guadalajara    | 106              | 16,06      | 7                | 19015   | La Alcarria             | Guadalajara      |
|        | Algar de Mesa                | 46               | 23,83      | 2                | 19016   | Señorío de Molina       | Molina de Aragón |
|        | Algora                       | 96               | 46,95      | 2                | 19017   | Serranía de Guadalajara | Sigüenza         |
|        | Alhóndiga                    | 176              | 19,26      | 9                | 19018   | La Alcarria             | Guadalajara      |
|        | Alique                       | 15               | 10,92      | 1                | 19019   | La Alcarria             | Guadalajara      |
|        | Almadrones                   | 67               | 21,03      | 3                | 19020   | La Alcarria             | Sigüenza         |
|        | Almoguera                    | 1.373            | 119,42     | 11               | 19021   | La Alcarria             | Guadalajara      |
|        | Almonacid de Zorita          | 659              | 44,90      | 15               | 19022   | La Alcarria             | Guadalajara      |
|        | Alocén                       | 155              | 17,88      | 9                | 19023   | La Alcarria             | Guadalajara      |
|        | Alovera                      | 13.585           | 13,81      | 984              | 19024   | La Campiña              | Guadalajara      |
|        | Alustante                    | 145              | 93,04      | 2                | 19027   | Señorío de Molina       | Molina de Aragón |
|        | Angón                        | 7                | 20,41      | 0                | 19031   | Serranía de Guadalajara | Sigüenza         |
|        | Anguita                      | 156              | 127,22     | 1                | 19032   | Serranía de Guadalajara | Sigüenza         |
|        | Anquela del Ducado           | 50               | 25,66      | 2                | 19033   | Señorío de Molina       | Molina de Aragón |
|        | Anquela del Pedregal         | 29               | 38,23      | 1                | 19034   | Señorío de Molina       | Molina de Aragón |
|        | Aranzueque                   | 396              | 21,24      | 19               | 19036   | La Alcarria             | Guadalajara      |
|        | Arbancón                     | 146              | 34,93      | 4                | 19037   | Serranía de Guadalajara | Guadalajara      |
|        | Arbeteta                     | 16               | 63,00      | 0                | 19038   | La Alcarria             | Guadalajara      |
|        | Argecilla                    | 72               | 40,70      | 2                | 19039   | La Alcarria             | Guadalajara      |
|        | Armallones                   | 54               | 77,75      | 1                | 19040   | La Alcarria             | Guadalajara      |
|        | Armuña de Tajuña             | 264              | 20,70      | 13               | 19041   | La Alcarria             | Guadalajara      |
|        | Arroyo de las Fraguas        | 33               | 21,35      | 2                | 19042   | Serranía de Guadalajara | Sigüenza         |
|        | Atanzón                      | 85               | 28,03      | 3                | 19043   | La Alcarria             | Guadalajara      |
|        | Atienza                      | 422              | 104,28     | 4                | 19044   | Serranía de Guadalajara | Sigüenza         |
|        | Auñón                        | 159              | 52,71      | 3                | 19045   | La Alcarria             | Guadalajara      |
|        | Azuqueca de Henares          | 35.894           | 19,75      | 1.817            | 19046   | La Campiña              | Guadalajara      |
|        | Baides                       | 51               | 29,87      | 2                | 19047   | Serranía de Guadalajara | Sigüenza         |
|        | Baños de Tajo                | 14               | 28,28      | 0                | 19048   | Señorío de Molina       | Molina de Aragón |
|        | Bañuelos                     | 13               | 18,77      | 1                | 19049   | Serranía de Guadalajara | Sigüenza         |
|        | Barriopedro                  | 24               | 10,68      | 2                | 19050   | La Alcarria             | Guadalajara      |
|        | Berninches                   | 45               | 35,36      | 1                | 19051   | La Alcarria             | Guadalajara      |
|        | La Bodera                    | 20               | 21,76      | 1                | 19052   | Serranía de Guadalajara | Sigüenza         |
|        | Brihuega                     | 2.816            | 296,41     | 10               | 19053   | La Alcarria             | Guadalajara      |
|        | Budia                        | 216              | 66,09      | 3                | 19054   | La Alcarria             | Guadalajara      |
|        | Bujalaro                     | 53               | 22,53      | 2                | 19055   | Serranía de Guadalajara | Sigüenza         |
|        | Bustares                     | 68               | 30,38      | 2                | 19057   | Serranía de Guadalajara | Sigüenza         |
|        | Cabanillas del Campo         | 11.329           | 34,91      | 325              | 19058   | La Campiña              | Guadalajara      |
|        | Campillo de Dueñas           | 74               | 60,63      | 1                | 19059   | Señorío de Molina       | Molina de Aragón |
|        | Campillo de Ranas            | 152              | 91,69      | 2                | 19060   | Serranía de Guadalajara | Guadalajara      |
|        | Campisábalos                 | 80               | 54,01      | 1                | 19061   | Serranía de Guadalajara | Sigüenza         |
|        | Cañizar                      | 73               | 15,41      | 5                | 19066   | La Alcarria             | Guadalajara      |
|        | Canredondo                   | 81               | 63,52      | 1                | 19064   | La Alcarria             | Guadalajara      |
|        | Cantalojas                   | 117              | 157,06     | 1                | 19065   | Serranía de Guadalajara | Sigüenza         |
|        | El Cardoso de la Sierra      | 50               | 186,70     | 0                | 19067   | Serranía de Guadalajara | Guadalajara      |
|        | Casa de Uceda                | 111              | 21,38      | 5                | 19070   | La Campiña              | Guadalajara      |
|        | El Casar                     | 13.628           | 52,11      | 262              | 19071   | La Campiña              | Guadalajara      |
|        | Casas de San Galindo         | 20               | 11,61      | 2                | 19073   | La Alcarria             | Guadalajara      |
|        | Caspueñas                    | 133              | 14,79      | 9                | 19074   | La Alcarria             | Guadalajara      |
|        | Castejón de Henares          | 59               | 15,95      | 4                | 19075   | Serranía de Guadalajara | Sigüenza         |
|        | Castellar de la Muela        | 19               | 21,38      | 1                | 19076   | Señorío de Molina       | Molina de Aragón |
|        | Castilforte                  | 56               | 33,97      | 2                | 19078   | La Alcarria             | Guadalajara      |
|        | Castilnuevo                  | 8                | 19,54      | 0                | 19079   | Señorío de Molina       | Molina de Aragón |
|        | Cendejas de Enmedio          | 71               | 19,02      | 4                | 19080   | Serranía de Guadalajara | Sigüenza         |
|        | Cendejas de la Torre         | 24               | 14,07      | 2                | 19081   | Serranía de Guadalajara | Sigüenza         |
|        | Centenera                    | 140              | 17,41      | 8                | 19082   | La Alcarria             | Guadalajara      |
|        | Checa                        | 271              | 181,43     | 1                | 19103   | Señorío de Molina       | Molina de Aragón |
|        | Chequilla                    | 14               | 15,30      | 1                | 19104   | Señorío de Molina       | Molina de Aragón |
|        | Chillarón del Rey            | 84               | 17,29      | 5                | 19106   | La Alcarria             | Guadalajara      |
|        | Chiloeches                   | 4.067            | 45,37      | 90               | 19105   | La Alcarria             | Guadalajara      |
|        | Cifuentes                    | 1.701            | 220,23     | 8                | 19086   | La Alcarria             | Guadalajara      |
|        | Cincovillas                  | 19               | 16,40      | 1                | 19087   | Serranía de Guadalajara | Sigüenza         |
|        | Ciruelas                     | 139              | 21,68      | 6                | 19088   | La Alcarria             | Guadalajara      |
|        | Ciruelos del Pinar           | 27               | 16,80      | 2                | 19089   | Señorío de Molina       | Molina de Aragón |
|        | Cobeta                       | 103              | 43,59      | 2                | 19090   | Señorío de Molina       | Molina de Aragón |
|        | Cogollor                     | 19               | 8,32       | 2                | 19091   | La Alcarria             | Guadalajara      |
|        | Cogolludo                    | 554              | 96,87      | 6                | 19092   | Serranía de Guadalajara | Guadalajara      |
|        | Condemios de Abajo           | 14               | 12,07      | 1                | 19095   | Serranía de Guadalajara | Sigüenza         |
|        | Condemios de Arriba          | 113              | 43,11      | 3                | 19096   | Serranía de Guadalajara | Sigüenza         |
|        | Congostrina                  | 17               | 26,04      | 1                | 19097   | Serranía de Guadalajara | Sigüenza         |
|        | Copernal                     | 46               | 10,10      | 5                | 19098   | La Alcarria             | Guadalajara      |
|        | Corduente                    | 290              | 232,92     | 1                | 19099   | Señorío de Molina       | Molina de Aragón |
|        | El Cubillo de Uceda          | 109              | 32,27      | 3                | 19102   | La Campiña              | Guadalajara      |
|        | Driebes                      | 342              | 37,91      | 9                | 19107   | La Alcarria             | Guadalajara      |
|        | Durón                        | 111              | 23,32      | 5                | 19108   | La Alcarria             | Guadalajara      |
|        | Embid                        | 33               | 36,20      | 1                | 19109   | Señorío de Molina       | Molina de Aragón |
|        | Escamilla                    | 65               | 39,27      | 2                | 19110   | La Alcarria             | Guadalajara      |
|        | Escariche                    | 185              | 30,09      | 6                | 19111   | La Alcarria             | Guadalajara      |
|        | Escopete                     | 79               | 19,01      | 4                | 19112   | La Alcarria             | Guadalajara      |
|        | Espinosa de Henares          | 690              | 39,42      | 18               | 19113   | La Campiña              | Guadalajara      |
|        | Esplegares                   | 33               | 37,45      | 1                | 19114   | La Alcarria             | Guadalajara      |
|        | Establés                     | 34               | 52,27      | 1                | 19115   | Señorío de Molina       | Molina de Aragón |
|        | Estriégana                   | 12               | 16,19      | 1                | 19116   | Serranía de Guadalajara | Sigüenza         |
|        | Fontanar                     | 2.637            | 15,49      | 170              | 19117   | La Campiña              | Guadalajara      |
|        | Fuembellida                  | 14               | 26,05      | 1                | 19118   | Señorío de Molina       | Molina de Aragón |
|        | Fuencemillán                 | 85               | 7,25       | 12               | 19119   | La Campiña              | Guadalajara      |
|        | Fuentelahiguera de Albatages | 118              | 52,54      | 2                | 19120   | La Campiña              | Guadalajara      |
|        | Fuentelencina                | 319              | 44,30      | 7                | 19121   | La Alcarria             | Guadalajara      |
|        | Fuentelsaz                   | 83               | 40,41      | 2                | 19122   | Señorío de Molina       | Molina de Aragón |
|        | Fuentelviejo                 | 56               | 12,88      | 4                | 19123   | La Alcarria             | Guadalajara      |
|        | Fuentenovilla                | 583              | 37,34      | 16               | 19124   | La Alcarria             | Guadalajara      |
|        | Gajanejos                    | 54               | 25,49      | 2                | 19125   | La Alcarria             | Guadalajara      |
|        | Galápagos                    | 2.748            | 33,91      | 81               | 19126   | La Campiña              | Guadalajara      |
|        | Galve de Sorbe               | 95               | 49,36      | 2                | 19127   | Serranía de Guadalajara | Sigüenza         |
|        | Gascueña de Bornova          | 25               | 26,52      | 1                | 19129   | Serranía de Guadalajara | Sigüenza         |
|        | Guadalajara                  | 90.909           | 235,49     | 386              | 19130   | La Alcarria             | Guadalajara      |
|        | Henche                       | 84               | 23,05      | 4                | 19132   | La Alcarria             | Guadalajara      |
|        | Heras de Ayuso               | 235              | 10,24      | 23               | 19133   | La Alcarria             | Guadalajara      |
|        | Herrería                     | 17               | 19,14      | 1                | 19134   | Señorío de Molina       | Molina de Aragón |
|        | Hiendelaencina               | 110              | 19,22      | 6                | 19135   | Serranía de Guadalajara | Sigüenza         |
|        | Hijes                        | 21               | 20,71      | 1                | 19136   | Serranía de Guadalajara | Sigüenza         |
|        | Hita                         | 331              | 56,49      | 6                | 19138   | La Alcarria             | Guadalajara      |
|        | Hombrados                    | 43               | 37,84      | 1                | 19139   | Señorío de Molina       | Molina de Aragón |
|        | Hontoba                      | 439              | 32,14      | 14               | 19142   | La Alcarria             | Guadalajara      |
|        | Horche                       | 2.934            | 44,44      | 66               | 19143   | La Alcarria             | Guadalajara      |
|        | Hortezuela de Océn           | 33               | 19,89      | 2                | 19145   | Serranía de Guadalajara | Sigüenza         |
|        | La Huerce                    | 55               | 41,04      | 1                | 19146   | Serranía de Guadalajara | Sigüenza         |
|        | Huérmeces del Cerro          | 42               | 19,83      | 2                | 19147   | Serranía de Guadalajara | Sigüenza         |
|        | Huertahernando               | 58               | 51,32      | 1                | 19148   | Señorío de Molina       | Molina de Aragón |
|        | Hueva                        | 115              | 31,76      | 4                | 19150   | La Alcarria             | Guadalajara      |
|        | Humanes                      | 1.784            | 48,02      | 37               | 19151   | La Campiña              | Guadalajara      |
|        | Illana                       | 919              | 70,33      | 13               | 19152   | La Alcarria             | Guadalajara      |
|        | Iniéstola                    | 18               | 10,05      | 2                | 19153   | Serranía de Guadalajara | Sigüenza         |
|        | Las Inviernas                | 53               | 34,09      | 2                | 19154   | La Alcarria             | Guadalajara      |
|        | Irueste                      | 86               | 14,25      | 6                | 19155   | La Alcarria             | Guadalajara      |
|        | Jadraque                     | 1.458            | 38,98      | 37               | 19156   | La Alcarria             | Sigüenza         |
|        | Jirueque                     | 47               | 10,58      | 4                | 19157   | Serranía de Guadalajara | Guadalajara      |
|        | Ledanca                      | 99               | 47,32      | 2                | 19159   | La Alcarria             | Guadalajara      |
|        | Loranca de Tajuña            | 1.608            | 36,40      | 44               | 19160   | La Alcarria             | Guadalajara      |
|        | Lupiana                      | 325              | 30,92      | 11               | 19161   | La Alcarria             | Guadalajara      |
|        | Luzaga                       | 68               | 29,70      | 2                | 19162   | Serranía de Guadalajara | Guadalajara      |
|        | Luzón                        | 58               | 56,98      | 1                | 19163   | Señorío de Molina       | Molina de Aragón |
|        | Majaelrayo                   | 57               | 54,94      | 1                | 19165   | Serranía de Guadalajara | Guadalajara      |
|        | Málaga del Fresno            | 170              | 24,04      | 7                | 19166   | La Campiña              | Guadalajara      |
|        | Malaguilla                   | 207              | 28,51      | 7                | 19167   | La Campiña              | Guadalajara      |
|        | Mandayona                    | 292              | 33,18      | 9                | 19168   | Serranía de Guadalajara | Guadalajara      |
|        | Mantiel                      | 31               | 15,33      | 2                | 19169   | La Alcarria             | Guadalajara      |
|        | Maranchón                    | 218              | 153,21     | 1                | 19170   | Señorío de Molina       | Molina de Aragón |
|        | Marchamalo                   | 8.497            | 30,90      | 275              | 19171   | La Campiña              | Guadalajara      |
|        | Masegoso de Tajuña           | 80               | 17,39      | 5                | 19172   | La Alcarria             | Guadalajara      |
|        | Matarrubia                   | 79               | 28,21      | 3                | 19173   | La Campiña              | Guadalajara      |
|        | Matillas                     | 115              | 10,52      | 11               | 19174   | Serranía de Guadalajara | Guadalajara      |
|        | Mazarete                     | 27               | 56,17      | 0                | 19175   | Señorío de Molina       | Molina de Aragón |
|        | Mazuecos                     | 282              | 23,77      | 12               | 19176   | La Alcarria             | Guadalajara      |
|        | Medranda                     | 73               | 11,44      | 6                | 19177   | Serranía de Guadalajara | Guadalajara      |
|        | Megina                       | 27               | 27,89      | 1                | 19178   | Señorío de Molina       | Molina de Aragón |
|        | Membrillera                  | 97               | 38,33      | 3                | 19179   | La Campiña              | Guadalajara      |
|        | Miedes de Atienza            | 59               | 42,99      | 1                | 19181   | Serranía de Guadalajara | Guadalajara      |
|        | La Mierla                    | 38               | 19,82      | 2                | 19182   | Serranía de Guadalajara | Guadalajara      |
|        | Millana                      | 124              | 27,81      | 4                | 19184   | La Alcarria             | Guadalajara      |
|        | Milmarcos                    | 70               | 43,91      | 2                | 19183   | Señorío de Molina       | Molina de Aragón |
|        | La Miñosa                    | 32               | 44,00      | 1                | 19185   | Serranía de Guadalajara | Guadalajara      |
|        | Mirabueno                    | 85               | 19,46      | 4                | 19186   | Serranía de Guadalajara | Guadalajara      |
|        | Miralrío                     | 55               | 8,21       | 7                | 19187   | La Alcarria             | Guadalajara      |
|        | Mochales                     | 35               | 32,65      | 1                | 19188   | Señorío de Molina       | Molina de Aragón |
|        | Mohernando                   | 164              | 26,35      | 6                | 19189   | La Campiña              | Guadalajara      |
|        | Molina de Aragón             | 3.280            | 168,33     | 19               | 19190   | Señorío de Molina       | Molina de Aragón |
|        | Monasterio                   | 15               | 21,47      | 1                | 19191   | Serranía de Guadalajara | Guadalajara      |
|        | Mondéjar                     | 2.900            | 48,43      | 60               | 19192   | La Alcarria             | Guadalajara      |
|        | Montarrón                    | 32               | 11,17      | 3                | 19193   | La Campiña              | Guadalajara      |
|        | Moratilla de los Meleros     | 96               | 29,15      | 3                | 19194   | La Alcarria             | Guadalajara      |
|        | Morenilla                    | 48               | 28,37      | 2                | 19195   | Señorío de Molina       | Molina de Aragón |
|        | Muduex                       | 109              | 22,23      | 5                | 19196   | La Alcarria             | Guadalajara      |
|        | Las Navas de Jadraque        | 38               | 9,03       | 4                | 19197   | Serranía de Guadalajara | Guadalajara      |
|        | Negredo                      | 13               | 18,34      | 1                | 19198   | Serranía de Guadalajara | Guadalajara      |
|        | Ocentejo                     | 15               | 30,95      | 0                | 19199   | La Alcarria             | Guadalajara      |
|        | El Olivar                    | 84               | 17,27      | 5                | 19200   | La Alcarria             | Guadalajara      |
|        | Olmeda de Cobeta             | 57               | 39,62      | 1                | 19201   | Señorío de Molina       | Molina de Aragón |
|        | La Olmeda de Jadraque        | 19               | 11,71      | 2                | 19202   | Serranía de Guadalajara | Guadalajara      |
|        | El Ordial                    | 36               | 29,98      | 1                | 19203   | Serranía de Guadalajara | Sigüenza         |
|        | Orea                         | 195              | 71,25      | 3                | 19204   | Señorío de Molina       | Molina de Aragón |
|        | Pálmaces de Jadraque         | 46               | 29,41      | 2                | 19208   | Serranía de Guadalajara | Sigüenza         |
|        | Pardos                       | 34               | 23,15      | 1                | 19209   | Señorío de Molina       | Molina de Aragón |
|        | Paredes de Sigüenza          | 22               | 32,95      | 1                | 19210   | Serranía de Guadalajara | Sigüenza         |
|        | Pareja                       | 477              | 91,60      | 5                | 19211   | La Alcarria             | Guadalajara      |
|        | Pastrana                     | 891              | 95,70      | 9                | 19212   | La Alcarria             | Guadalajara      |
|        | El Pedregal                  | 63               | 23,20      | 3                | 19213   | Señorío de Molina       | Molina de Aragón |
|        | Peñalén                      | 75               | 59,18      | 1                | 19214   | Señorío de Molina       | Molina de Aragón |
|        | Peñalver                     | 181              | 40,98      | 4                | 19215   | La Alcarria             | Guadalajara      |
|        | Peralejos de las Truchas     | 162              | 70,76      | 2                | 19216   | Señorío de Molina       | Molina de Aragón |
|        | Peralveche                   | 73               | 81,31      | 1                | 19217   | La Alcarria             | Guadalajara      |
|        | Pinilla de Jadraque          | 54               | 13,27      | 4                | 19218   | Serranía de Guadalajara | Sigüenza         |
|        | Pinilla de Molina            | 11               | 23,18      | 0                | 19219   | Señorío de Molina       | Molina de Aragón |
|        | Pioz                         | 5.204            | 19,42      | 268              | 19220   | La Alcarria             | Guadalajara      |
|        | Piqueras                     | 33               | 32,31      | 1                | 19221   | Señorío de Molina       | Molina de Aragón |
|        | El Pobo de Dueñas            | 99               | 55,28      | 2                | 19222   | Señorío de Molina       | Molina de Aragón |
|        | Poveda de la Sierra          | 105              | 51,70      | 2                | 19223   | Señorío de Molina       | Molina de Aragón |
|        | Pozo de Almoguera            | 109              | 16,72      | 7                | 19224   | La Alcarria             | Guadalajara      |
|        | Pozo de Guadalajara          | 1.699            | 11,81      | 144              | 19225   | La Alcarria             | Guadalajara      |
|        | Prádena de Atienza           | 52               | 28,86      | 2                | 19226   | Serranía de Guadalajara | Sigüenza         |
|        | Prados Redondos              | 46               | 53,43      | 1                | 19227   | Señorío de Molina       | Molina de Aragón |
|        | Puebla de Beleña             | 57               | 29,15      | 2                | 19228   | La Campiña              | Guadalajara      |
|        | Puebla de Valles             | 61               | 27,46      | 2                | 19229   | Serranía de Guadalajara | Guadalajara      |
|        | Quer                         | 1.045            | 14,32      | 73               | 19230   | La Campiña              | Guadalajara      |
|        | Rebollosa de Jadraque        | 10               | 7,67       | 1                | 19231   | Serranía de Guadalajara | Sigüenza         |
|        | El Recuenco                  | 64               | 75,18      | 1                | 19232   | La Alcarria             | Guadalajara      |
|        | Renera                       | 103              | 20,23      | 5                | 19233   | La Alcarria             | Guadalajara      |
|        | Retiendas                    | 53               | 20,99      | 3                | 19234   | Serranía de Guadalajara | Guadalajara      |
|        | Riba de Saelices             | 94               | 66,68      | 1                | 19235   | Serranía de Guadalajara | Guadalajara      |
|        | Rillo de Gallo               | 41               | 25,90      | 2                | 19237   | Señorío de Molina       | Molina de Aragón |
|        | Riofrío del Llano            | 60               | 42,93      | 1                | 19238   | Serranía de Guadalajara | Sigüenza         |
|        | Robledillo de Mohernando     | 183              | 29,65      | 6                | 19239   | La Campiña              | Guadalajara      |
|        | Robledo de Corpes            | 40               | 41,11      | 1                | 19240   | Serranía de Guadalajara | Sigüenza         |
|        | Romanillos de Atienza        | 33               | 23,84      | 1                | 19241   | Serranía de Guadalajara | Sigüenza         |
|        | Romanones                    | 118              | 28,88      | 4                | 19242   | La Alcarria             | Guadalajara      |
|        | Rueda de la Sierra           | 38               | 51,01      | 1                | 19243   | Señorío de Molina       | Molina de Aragón |
|        | Sacecorbo                    | 97               | 72,44      | 1                | 19244   | La Alcarria             | Guadalajara      |
|        | Sacedón                      | 1.595            | 111,32     | 14               | 19245   | La Alcarria             | Guadalajara      |
|        | Saelices de la Sal           | 47               | 19,37      | 2                | 19246   | Serranía de Guadalajara | Guadalajara      |
|        | Salmerón                     | 148              | 36,39      | 4                | 19247   | La Alcarria             | Guadalajara      |
|        | San Andrés del Congosto      | 68               | 15,27      | 4                | 19248   | Serranía de Guadalajara | Sigüenza         |
|        | San Andrés del Rey           | 37               | 14,71      | 3                | 19249   | La Alcarria             | Guadalajara      |
|        | Santiuste                    | 16               | 10,53      | 2                | 19250   | Serranía de Guadalajara | Sigüenza         |
|        | Saúca                        | 48               | 48,96      | 1                | 19251   | Serranía de Guadalajara | Sigüenza         |
|        | Sayatón                      | 69               | 45,38      | 2                | 19252   | La Alcarria             | Guadalajara      |
|        | Selas                        | 35               | 44,82      | 1                | 19254   | Señorío de Molina       | Molina de Aragón |
|        | Semillas                     | 29               | 49,91      | 1                | 19901   | Serranía de Guadalajara | Sigüenza         |
|        | Setiles                      | 84               | 56,77      | 1                | 19255   | Señorío de Molina       | Molina de Aragón |
|        | Sienes                       | 42               | 29,50      | 1                | 19256   | Serranía de Guadalajara | Sigüenza         |
|        | Sigüenza                     | 4.830            | 386,87     | 12               | 19257   | Serranía de Guadalajara | Sigüenza         |
|        | Solanillos del Extremo       | 77               | 34,83      | 2                | 19258   | La Alcarria             | Guadalajara      |
|        | Somolinos                    | 26               | 14,78      | 2                | 19259   | Serranía de Guadalajara | Sigüenza         |
|        | El Sotillo                   | 31               | 24,25      | 1                | 19260   | La Alcarria             | Guadalajara      |
|        | Sotodosos                    | 33               | 28,95      | 1                | 19261   | Serranía de Guadalajara | Guadalajara      |
|        | Tamajón                      | 154              | 116,28     | 1                | 19262   | Serranía de Guadalajara | Guadalajara      |
|        | Taragudo                     | 48               | 6,42       | 7                | 19263   | La Alcarria             | Guadalajara      |
|        | Taravilla                    | 41               | 60,68      | 1                | 19264   | Señorío de Molina       | Molina de Aragón |
|        | Tartanedo                    | 157              | 148,18     | 1                | 19265   | Señorío de Molina       | Molina de Aragón |
|        | Tendilla                     | 335              | 22,84      | 15               | 19266   | La Alcarria             | Guadalajara      |
|        | Terzaga                      | 20               | 33,81      | 1                | 19267   | Señorío de Molina       | Molina de Aragón |
|        | Tierzo                       | 34               | 40,06      | 1                | 19268   | Señorío de Molina       | Molina de Aragón |
|        | La Toba                      | 75               | 36,60      | 2                | 19269   | Serranía de Guadalajara | Sigüenza         |
|        | Tordelrábano                 | 11               | 11,62      | 1                | 19270   | Serranía de Guadalajara | Sigüenza         |
|        | Tordellego                   | 40               | 33,47      | 1                | 19271   | Señorío de Molina       | Molina de Aragón |
|        | Tordesilos                   | 90               | 46,49      | 2                | 19272   | Señorío de Molina       | Molina de Aragón |
|        | Torija                       | 1.764            | 35,07      | 50               | 19274   | La Alcarria             | Guadalajara      |
|        | Torre del Burgo              | 493              | 4,91       | 100              | 19279   | La Alcarria             | Guadalajara      |
|        | Torrecuadrada de Molina      | 22               | 35,80      | 1                | 19277   | Señorío de Molina       | Molina de Aragón |
|        | Torrecuadradilla             | 28               | 32,88      | 1                | 19278   | La Alcarria             | Guadalajara      |
|        | Torrejón del Rey             | 6.324            | 25,52      | 248              | 19280   | La Campiña              | Guadalajara      |
|        | Torremocha de Jadraque       | 23               | 11,17      | 2                | 19281   | Serranía de Guadalajara | Sigüenza         |
|        | Torremocha del Campo         | 184              | 141,25     | 1                | 19282   | Serranía de Guadalajara | Sigüenza         |
|        | Torremocha del Pinar         | 35               | 50,47      | 1                | 19283   | Señorío de Molina       | Molina de Aragón |
|        | Torremochuela                | 8                | 17,82      | 0                | 19284   | Señorío de Molina       | Molina de Aragón |
|        | Torrubia                     | 26               | 28,18      | 1                | 19285   | Señorío de Molina       | Molina de Aragón |
|        | Tórtola de Henares           | 1.384            | 26,77      | 52               | 19286   | La Alcarria             | Guadalajara      |
|        | Tortuera                     | 157              | 82,21      | 2                | 19287   | Señorío de Molina       | Guadalajara      |
|        | Tortuero                     | 21               | 46,86      | 0                | 19288   | Serranía de Guadalajara | Molina de Aragón |
|        | Traíd                        | 19               | 48,59      | 0                | 19289   | Señorío de Molina       | Molina de Aragón |
|        | Trijueque                    | 1.626            | 35,63      | 46               | 19290   | La Alcarria             | Guadalajara      |
|        | Trillo                       | 1.396            | 161,59     | 9                | 19291   | La Alcarria             | Guadalajara      |
|        | Uceda                        | 3.303            | 46,77      | 71               | 19293   | La Campiña              | Guadalajara      |
|        | Ujados                       | 28               | 11,84      | 2                | 19294   | Serranía de Guadalajara | Sigüenza         |
|        | Utande                       | 31               | 19,04      | 2                | 19296   | La Alcarria             | Guadalajara      |
|        | Valdarachas                  | 55               | 9,69       | 6                | 19297   | La Alcarria             | Guadalajara      |
|        | Valdearenas                  | 91               | 15,44      | 6                | 19298   | La Alcarria             | Guadalajara      |
|        | Valdeavellano                | 97               | 24,02      | 4                | 19299   | La Alcarria             | Guadalajara      |
|        | Valdeaveruelo                | 1.290            | 17,25      | 75               | 19300   | La Campiña              | Guadalajara      |
|        | Valdeconcha                  | 45               | 23,47      | 2                | 19301   | La Alcarria             | Guadalajara      |
|        | Valdegrudas                  | 52               | 13,92      | 4                | 19302   | La Alcarria             | Guadalajara      |
|        | Valdelcubo                   | 41               | 13,83      | 3                | 19303   | Serranía de Guadalajara | Sigüenza         |
|        | Valdenuño Fernández          | 332              | 24,86      | 13               | 19304   | La Campiña              | Guadalajara      |
|        | Valdepeñas de la Sierra      | 149              | 70,05      | 2                | 19305   | Serranía de Guadalajara | Guadalajara      |
|        | Valderrebollo                | 25               | 14,61      | 2                | 19306   | La Alcarria             | Guadalajara      |
|        | Valdesotos                   | 31               | 27,30      | 1                | 19307   | Serranía de Guadalajara | Guadalajara      |
|        | Valfermoso de Tajuña         | 75               | 29,45      | 3                | 19308   | La Alcarria             | Guadalajara      |
|        | Valhermoso                   | 18               | 29,09      | 1                | 19309   | Señorío de Molina       | Molina de Aragón |
|        | Valtablado del Río           | 8                | 25,21      | 0                | 19310   | La Alcarria             | Guadalajara      |
|        | Valverde de los Arroyos      | 91               | 45,21      | 2                | 19311   | Serranía de Guadalajara | Sigüenza         |
|        | Viana de Jadraque            | 41               | 24,43      | 2                | 19314   | Serranía de Guadalajara | Sigüenza         |
|        | Villanueva de Alcorón        | 148              | 99,17      | 1                | 19317   | La Alcarria             | Molina de Aragón |
|        | Villanueva de Argecilla      | 32               | 5,28       | 6                | 19318   | La Alcarria             | Guadalajara      |
|        | Villanueva de la Torre       | 6.696            | 11,21      | 597              | 19319   | La Campiña              | Guadalajara      |
|        | Villares de Jadraque         | 45               | 17,20      | 3                | 19321   | Serranía de Guadalajara | Sigüenza         |
|        | Villaseca de Henares         | 29               | 17,19      | 2                | 19322   | Serranía de Guadalajara | Sigüenza         |
|        | Villaseca de Uceda           | 57               | 13,28      | 4                | 19323   | La Campiña              | Guadalajara      |
|        | Villel de Mesa               | 166              | 37,10      | 4                | 19324   | Señorío de Molina       | Molina de Aragón |
|        | Viñuelas                     | 183              | 15,46      | 12               | 19325   | La Campiña              | Guadalajara      |
|        | Yebes                        | 5.421            | 17,49      | 310              | 19326   | La Alcarria             | Guadalajara      |
|        | Yebra                        | 498              | 56,49      | 9                | 19327   | La Alcarria             | Guadalajara      |
|        | Yélamos de Abajo             | 58               | 12,46      | 5                | 19329   | La Alcarria             | Guadalajara      |
|        | Yélamos de Arriba            | 89               | 18,32      | 5                | 19330   | La Alcarria             | Guadalajara      |
|        | Yunquera de Henares          | 4.566            | 31,06      | 147              | 19331   | La Campiña              | Guadalajara      |
|        | La Yunta                     | 91               | 56,19      | 2                | 19332   | Señorío de Molina       | Molina de Aragón |
|        | Zaorejas                     | 115              | 189,14     | 1                | 19333   | Señorío de Molina       | Molina de Aragón |
|        | Zarzuela de Jadraque         | 52               | 32,04      | 2                | 19334   | Serranía de Guadalajara | Sigüenza         |
|        | Zorita de los Canes          | 65               | 20,23      | 3                | 19335   | La Alcarria             | Guadalajara      |
|        | Provinz Guadalajara          | 279.860          | 12.213,25  | 23               | 19000   | –                       | –                |

- Karte mit allen verlinkten Seiten:
- OSM |
- WikiMap